# 苏德布列斯特-立陶夫斯克联合阅兵

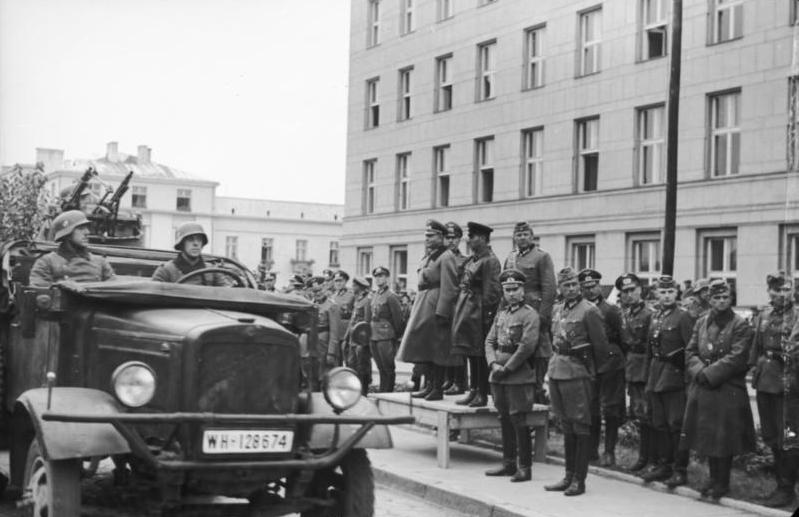
德军车辆驶过军官检阅台，台上自左及右为：德军将领毛里茨·冯·维克托林、海因茨·古德里安，苏军将领謝苗·克里沃申。

苏德布列斯特-立陶夫斯克联合阅兵（德語： 俄语：）是1939年9月22日，纳粹德国和苏联军队在入侵波兰期间于当时属于波兰第二共和国的城市布列斯特-立陶夫斯克举行的官方典礼。这一活动标志着德国军队根据双方签订的《苏德互不侵犯条约》撤回密约中规定的分界线及德军向苏军移交该城市和附近要塞。

## 背景
1939年8月23日签署的《莫洛托夫-里宾特洛甫条约》秘密议定书界定了德国和苏联"势力范围"之间的边界。然而，在波蘭戰役期间，一些德军部队，特别是海因茨·古德里安的第19军，为了追求其战术目标而越过了这条界线。
1939年9月13日，第19军逼近布列斯特，并在随后的战斗中于9月17日击败了波兰的抵抗，并在该城建立了作战基地。在接下来的几天里，古德里安懊恼地得知苏德密约中已规定两国的势力范围将以布格河为界，他的部队必须在9月22日之前撤退到这条线之后。
9月17日，在崔可夫的第4集团军接到入侵波兰的命令之后，由旅长谢苗·克里沃申率领的第29坦克旅攻入了巴拉诺维奇镇，并在俘虏了数千名波军士兵后继续向西推进，于9月19日到达普鲁扎尼村。9月20日，第29坦克旅的先遣部队在维多姆拉村遭遇古德里安的部队。据克里沃申回忆，一支侦察队带回了12名德国军官，他们自我介绍是古德里安的第19军的一部分，并解释说他们也正朝布列斯特方向前进。他们被邀请到克里沃申的帐篷，克里沃申随后为两位指挥官敬酒，并邀请在场的德国军官在他们迅速战胜"资本主义英国"后访问莫斯科。克里沃申通过他们向古德里安致以热烈问候，并保证同德军一起夹击该城。

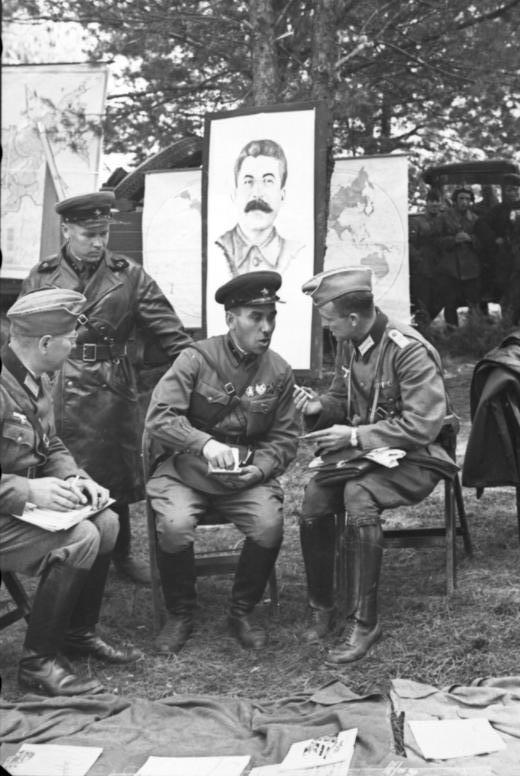
苏联宣传品前的德军和苏军

9月22日上午接近该镇时，克里沃申发现古德里安已经在那里建立了他的总部。 不久之后，古德里安的代表到达并向"光荣的红军"及其将军致意。在短暂的礼节性交流后，克里沃申提出要拜访古德里安并亲自向他致敬。这个提议被接受了，克里沃申被带到德国总部与德国将军共进早餐。会晤期间，古德里安提议苏联和德国军队联合游行穿过城镇，并在中央广场举行联合分列式。由于长途奔袭人困马乏，克里沃申只派出了几个营和军乐队，并且同意和古德里安一起检阅游行队伍。

## 阅兵式

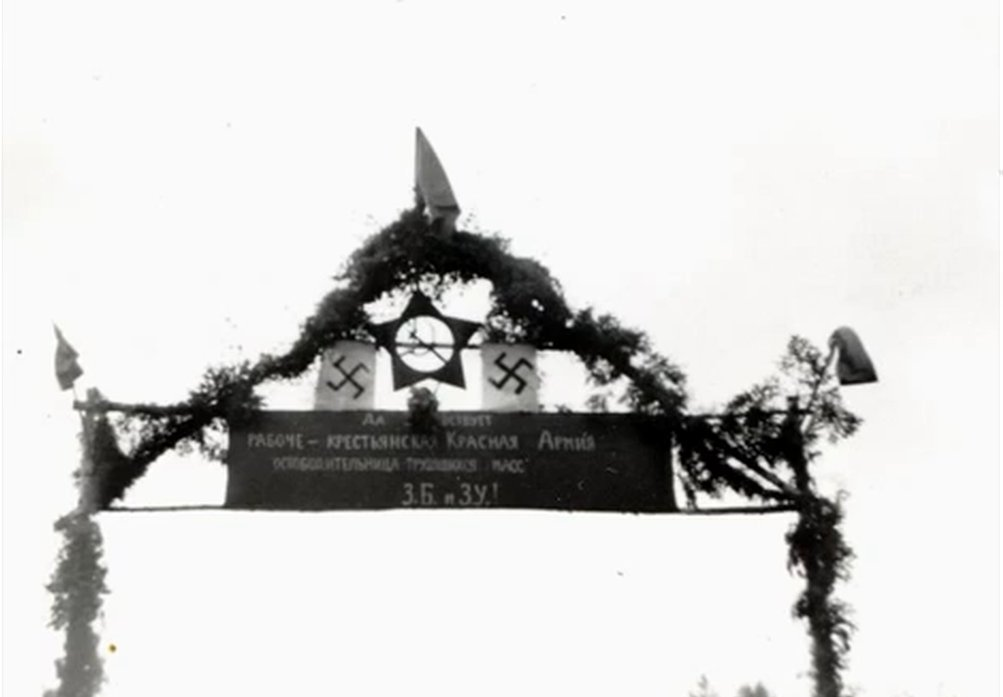
以万字和红星装饰的“凯旋门”

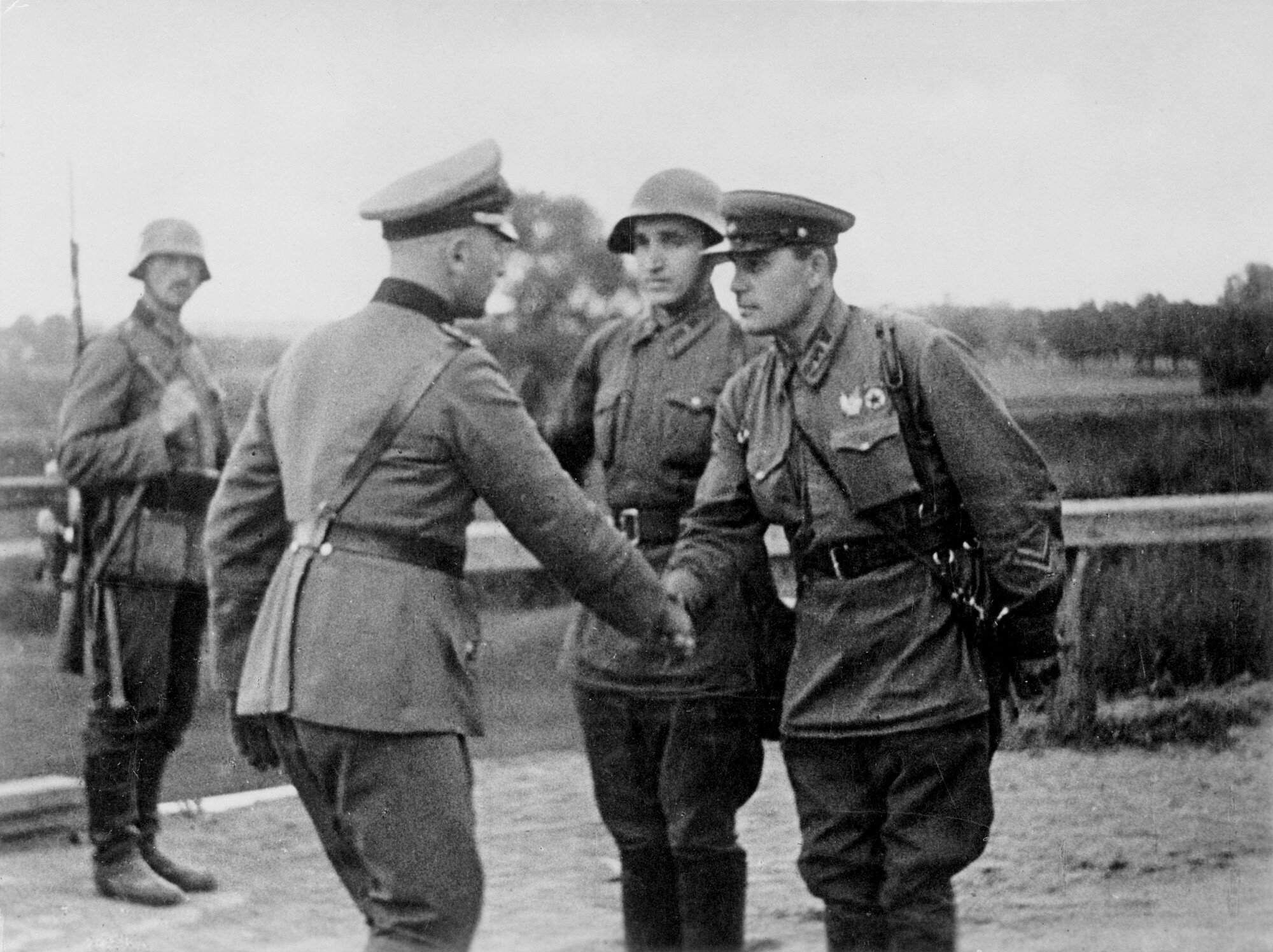
苏联和德国军官握手致意

在最初的协议中，阅兵的流程将包括两国军队一起列队受阅，更换占领城镇的旗帜并奏苏联和纳粹德国国歌。然而据克里沃申在回忆录中记录，他担心苏联军队在长途跋涉到布列斯特后疲惫不堪，与已在该城市停留数天的德军相比会显得逊色，因此他提出取消两军一同列队，而改为苏联纵队单独进入城市，并在遇到离开的德军时向他们致敬。 阅兵式于16:00开始，德军游行通过了苏联军队以万字和红星装饰的“凯旋门”，而苏军则派出首先进入该城的第29轻型坦克旅第4营受阅。古德里安和克里沃申则向对方的军队和它们战胜波兰军队的胜利致敬。

## 后续
在友好的阅兵式后，德军撤退到布格河西岸，而苏联接管了城市，以及波兰东部的其余地区。